# Paolo Sala

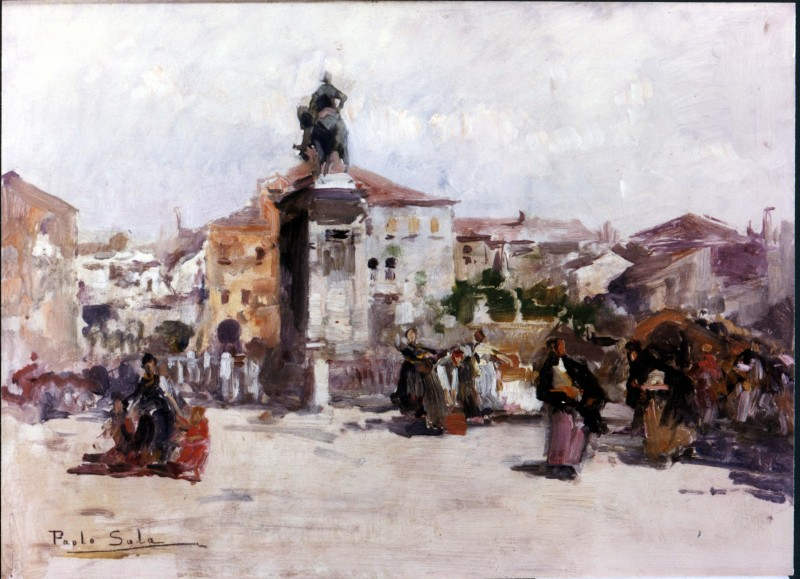
Veduta di via Senato a Milano (Fondazione Cariplo)

Paolo Sala (Milano, 24 gennaio 1859 – Milano, 13 giugno 1924) è stato un pittore e docente italiano.

## Biografia
Risiedette a Milano, dove fu allievo di Camillo Boito.